# アルファロメオ・1900
アルファロメオ・1900はイタリアの自動車メーカー・アルファロメオが1950年から1959年まで生産した中型乗用車である。
その高性能によって1950年代の中型乗用車でも卓越した存在の一つとして後年まで評価されている。のみならず、それまで高級な少量生産車主流のメーカーであったアルファロメオにとって初の戦後型モデル、かつ初の本格的な大量生産車となり、経営の一大方向転換を実現した。時流に即した設計の革新とダウンサイジングを図って成功し、第二次世界大戦後におけるアルファロメオの方向性を決定づけた重要なモデルである。

## 概要
設計は第二次世界大戦後にアルファ技術部門のトップに立ったオラツィオ・サッタ・プリーガによるもので、1950年のパリ・サロンで公開された。
当初のラインナップはDOHC1,884 cc90馬力エンジン搭載の4ドア・ベルリーナ一種類であったが、発売当時のキャッチフレーズは「レースに勝つファミリーカー (The family car that wins races)」なる軒昂たるもので、同時期に登場したライバルのランチア・アウレリア等と比較すると機構的にはシンプルだったにもかかわらず、スポーティーで速く、しかも十分な居住性を備えた車であった。デビュー後すぐにタルガ・フローリオなどで活躍し、プライベーターたちからそのポテンシャルを高く評価された。
なお、アルファロメオとしては4気筒エンジンの採用はヴィンテージ期の「ティーポRM」以来、固定軸のリアサスペンションは「6C2500シリーズ」までのスイングアクスル独立懸架からは一見退歩であったが、ベルリーナのモノコックボディはアルファロメオでは初採用であり、エンジンも伝統のDOHC方式を踏襲していた。ウィッシュボーン式前輪独立懸架やコイル支持の固定後車軸も、前輪・ポルシェ式ダブルトレーリングアーム独立、後輪スイングアクスルの1930年代中期設計アルファに比べれば、むしろ一世代進歩した安定性に優れるレイアウトで、6C2500までの戦前系モデルから完全に一線を画していた。
ただし1900ベルリーナは当時の乗用車一般の流行に沿って、終戦直後に生産再開された6C2500シリーズから導入されていたアメリカ車流儀のリモートコントロールシフト（= コラムシフト）を踏襲した。これはレースやラリーで必須の素速いシフトチェンジには不向きであり、1900の欠点の最たるものであった。
1951年にはホイールベースを130 mm短い2,500 mmに短縮したシャシー「1900C」(Cはイタリア語でshortを意味するCortoの略)が追加され、後述の通りカロッツェリアによる特製車体の製作に利用された。また、同年にはバルブ径を拡大、圧縮比を高め、ツインキャブレターを装着し、エンジン出力を110馬力とした「1900TI」が追加された。
更に1953年にはエンジン排気量を1,975 ccとした「1900スーパー」(90馬力･160 km/h)「1900 TI Super」(115馬力・180 km/h)、そしてその2ドア版「1900スーパー・スプリント」に発展、スーパー・スプリントには5速ギアボックスが組み合わせられた。車体もターンシグナルランプレンズの形状変更、モールやバンパーオーバーライダーの追加などの変更を受け、またこれ以後、ベルリーナには余り似合わない2トーンカラー塗装が施されるようになった。2トーンカラーによるイメージの若返り策は、この時代の各メーカーでやや旧式化したモデルにしばしば見られた事例であるが、1900ではむしろ逆効果であった。
1900シリーズは1958年にデビューしたアルファロメオ・2000の登場後も、2ドアモデルのみはしばらく存続、1959年に姿を消すまでに21,304台が生産された。一見少ないようだが、これは同社始まって以来の単一モデル生産台数であった。

## 派生モデル

### コーチビルダーの作品
1900Cのシャーシには、イタリアその他のカロッツェリアによって各種のスペシャルボディが載せられた。特に有名な作品はトゥーリング製の同社特許スーペルレッジェーラ工法によるスプリントと、ザガート製のクーペであった。

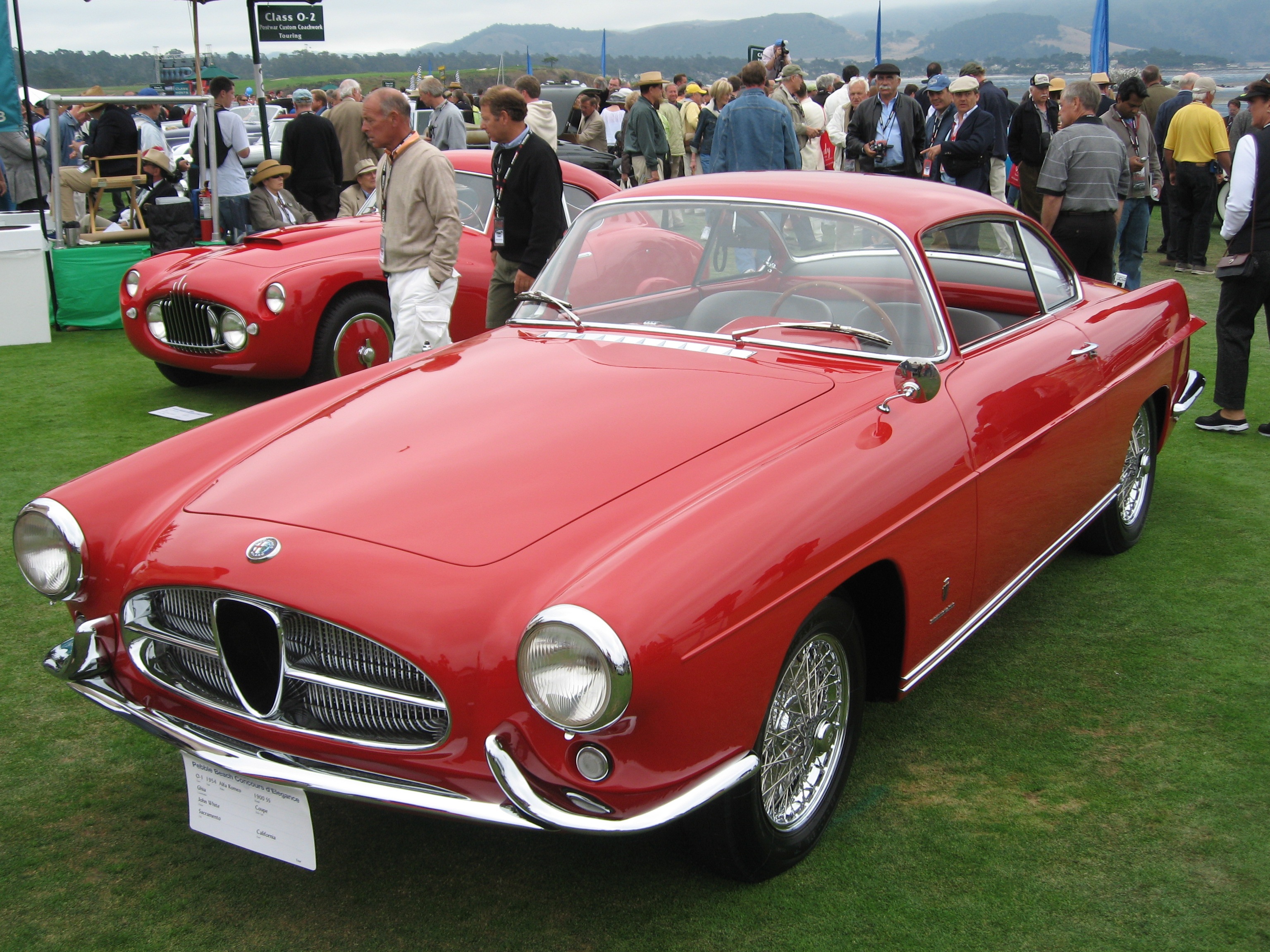
1900SS・ギア(1954年)
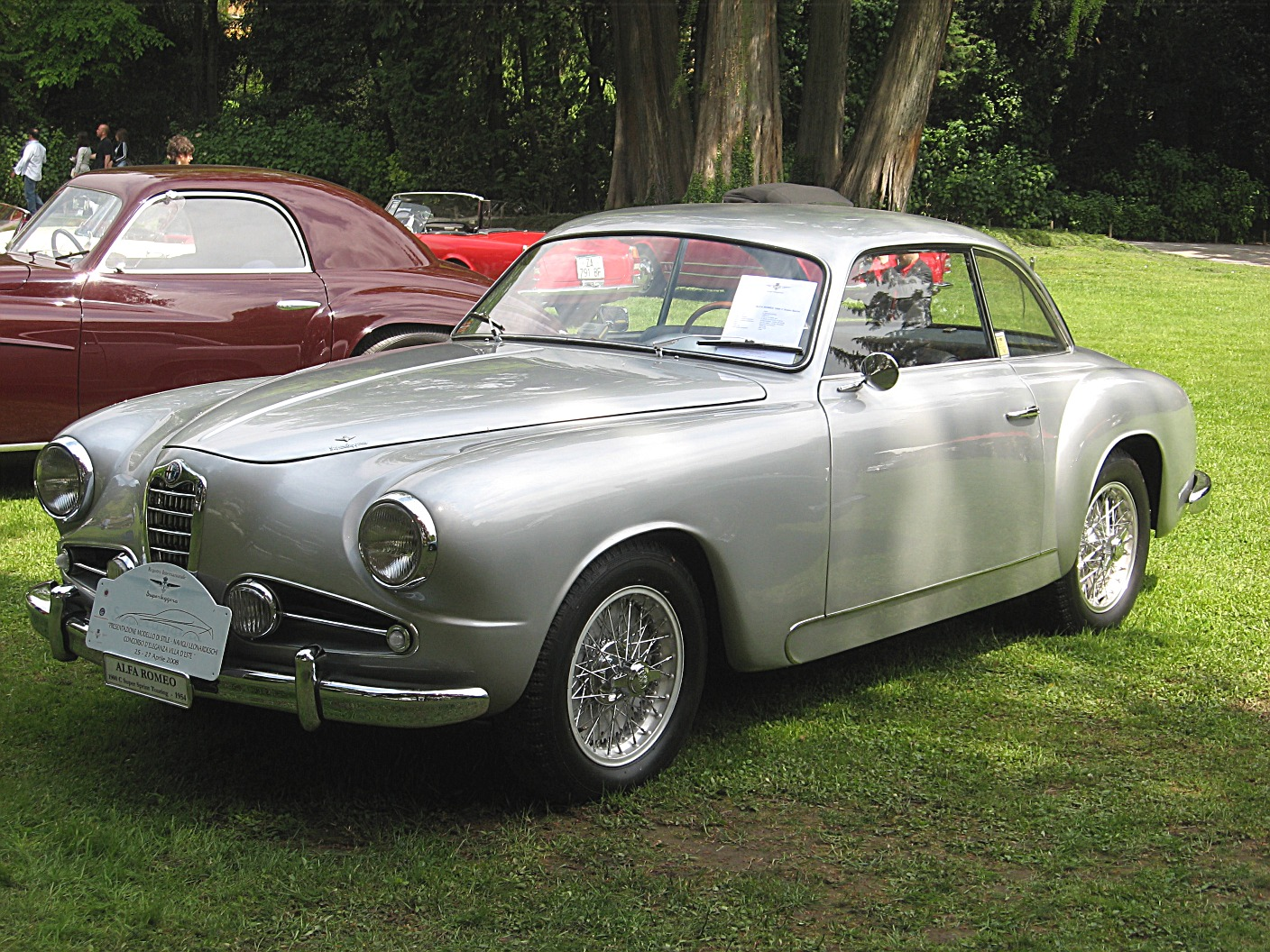
1900Cスーパースプリント・トゥーリング (1954年)
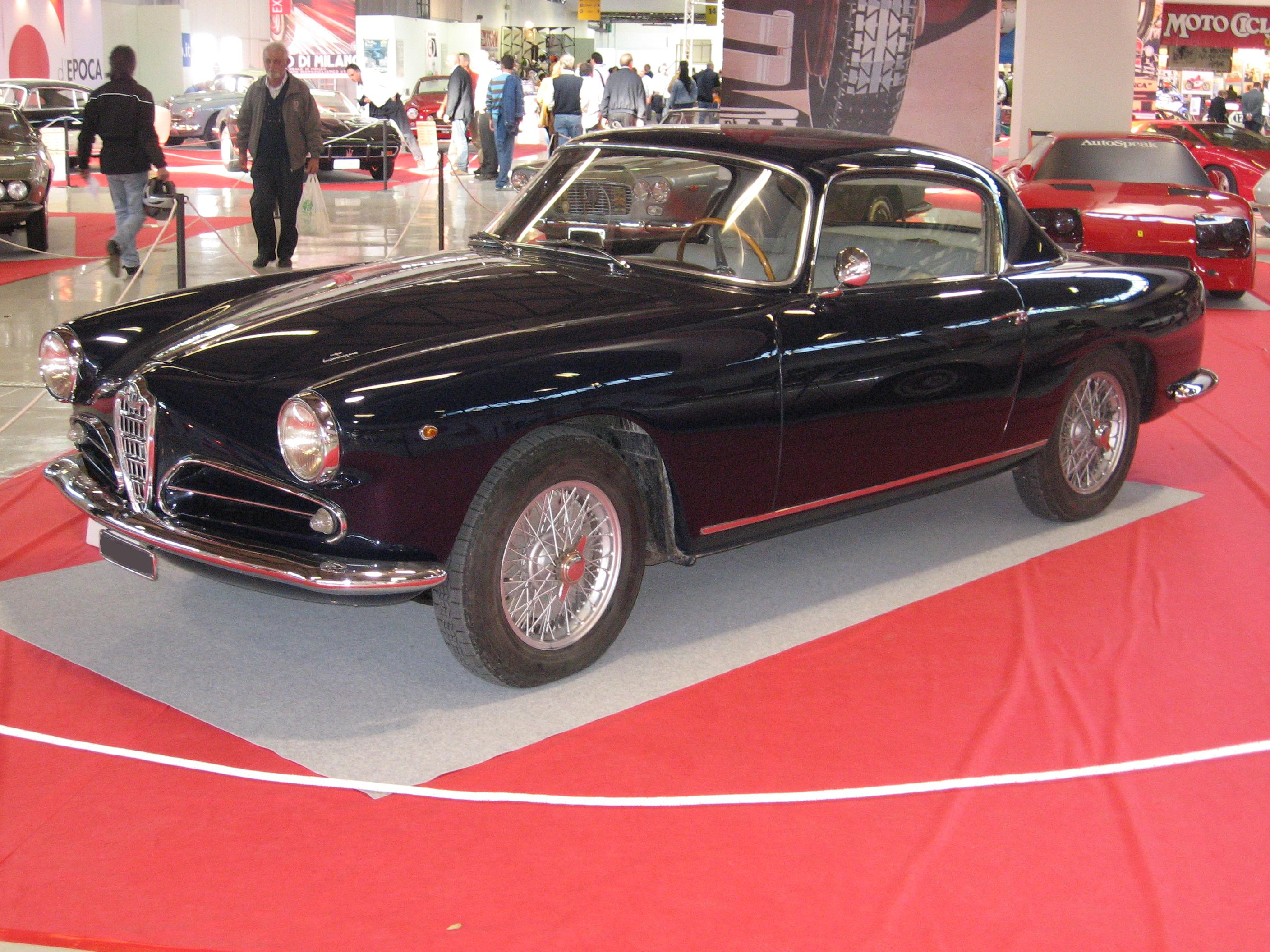
1900スーパースプリント
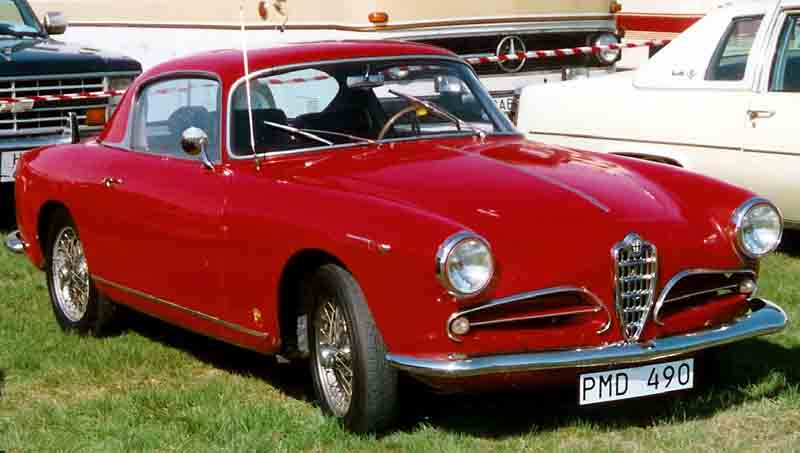
1900Cスーパー (1956年)
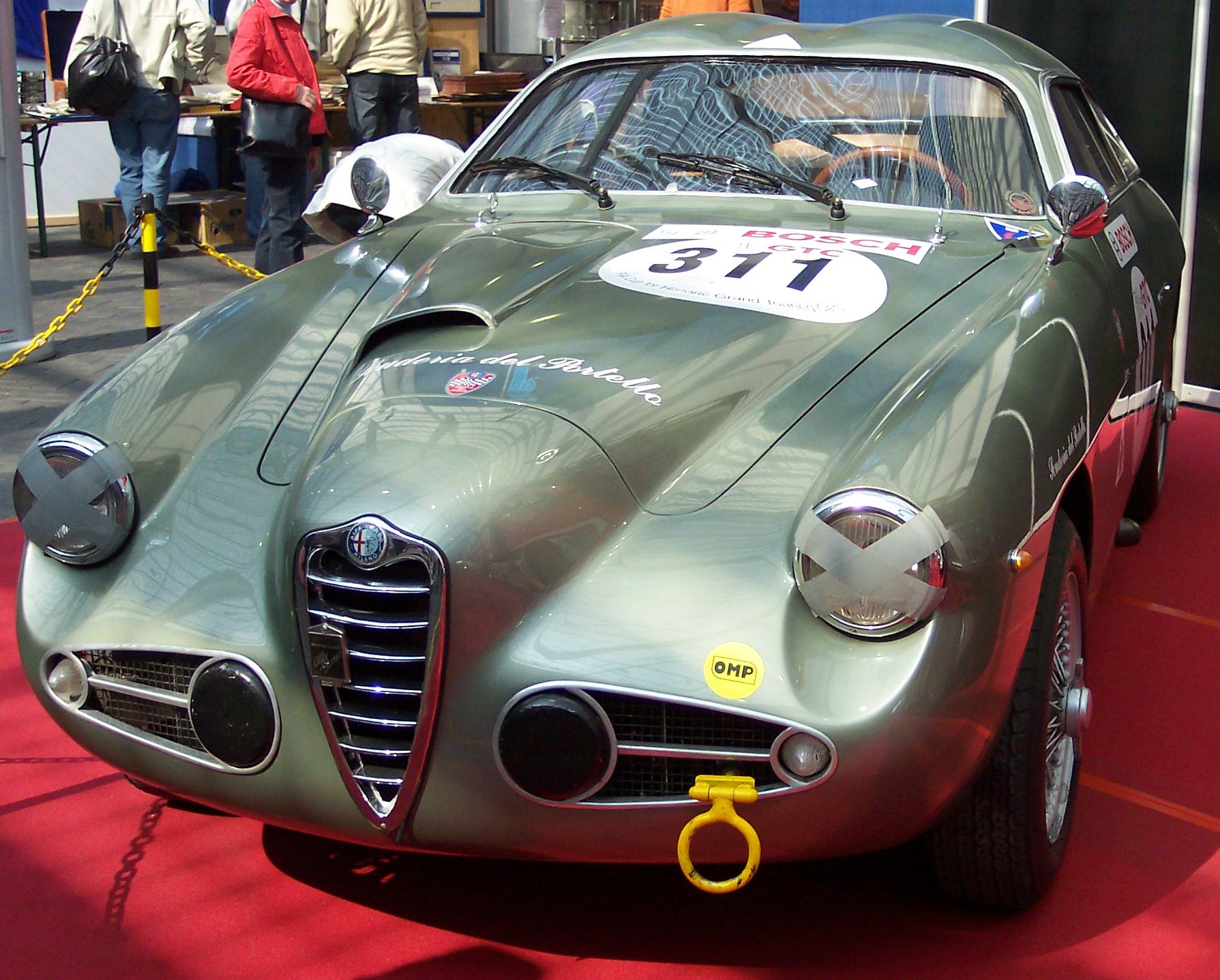
1900CSS・ザガート
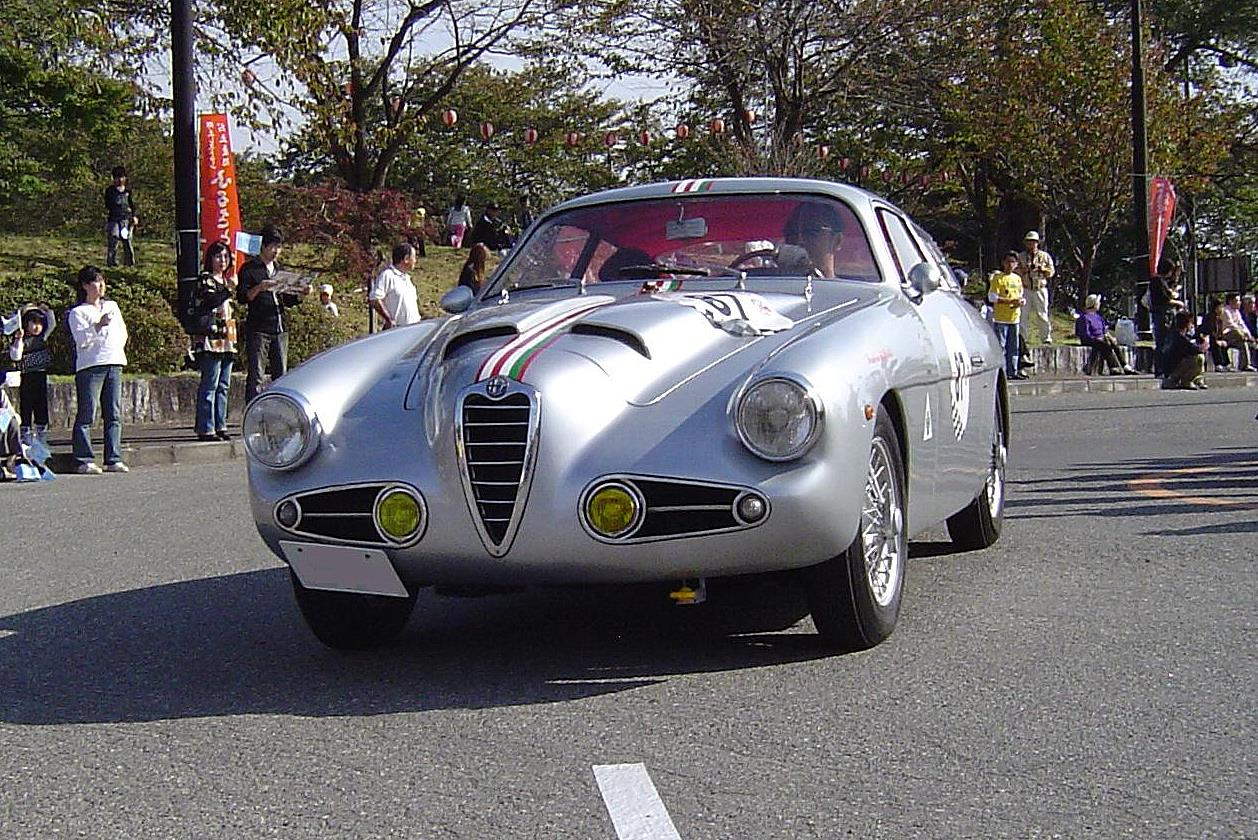
1900SS・ザガート
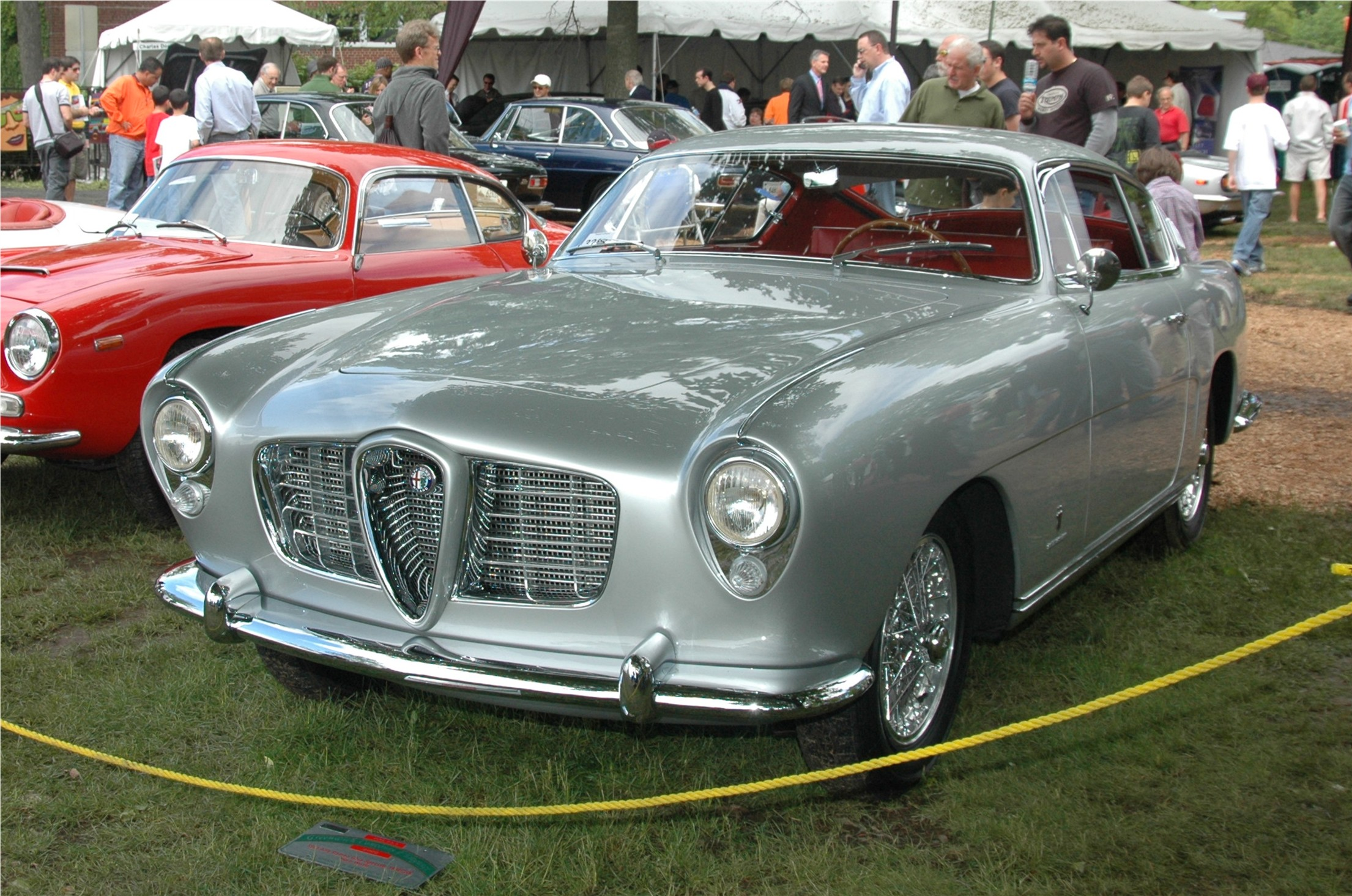
1900CSS・ギア
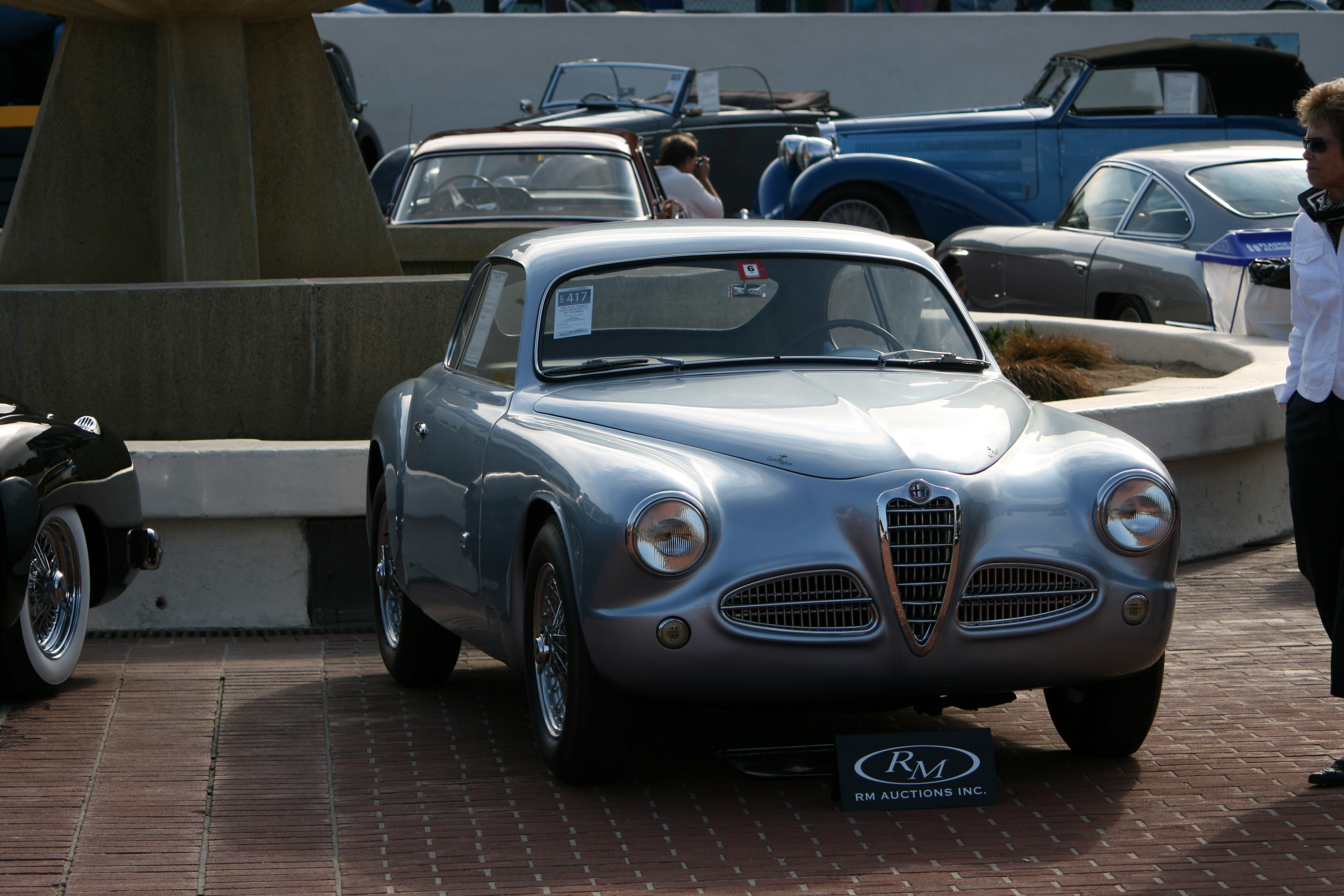
1900Cベルリネッタ・トゥーリング・スーペルレッジェーラ(1952年)
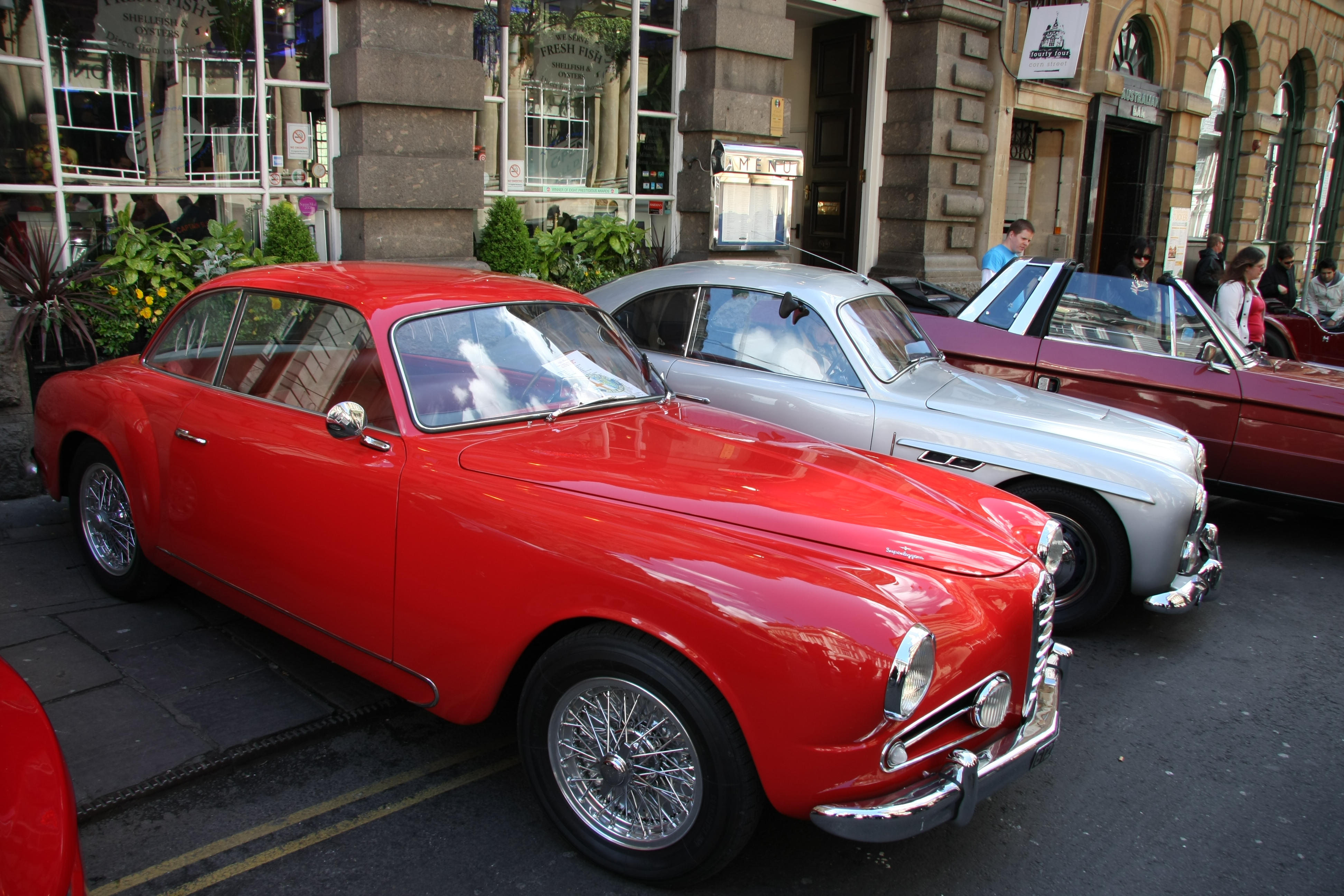
1900C・トゥーリング(1954年)

### アルゼンチンでの生産
アルゼンチンのインドゥストリアス・カイゼル・アルヘンティーナ (IKA、en:Industrias Kaiser Argentina)では1960年から1962年まで、1900のシャシー・ボディにアメリカのウィリス（英語版）製直列4気筒2,500 cc・直列6気筒3,700 ccエンジンを搭載した「IKA Bergantin」という車を生産した。

### 1900M(マッタ)

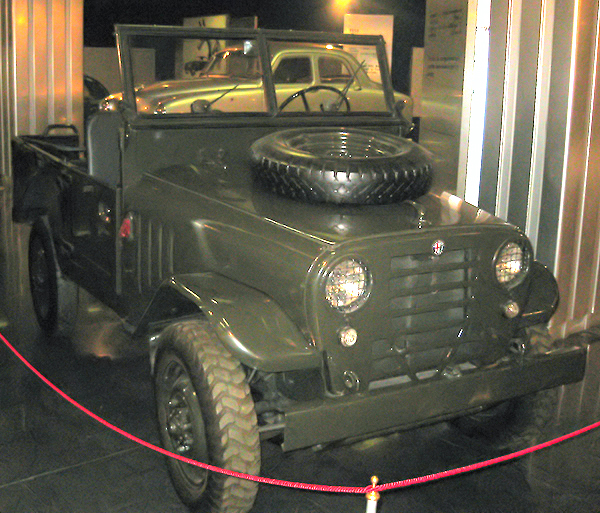
1900M・マッタ

1952年から1954年まで製造された四輪駆動のオフロード車。1949年の北大西洋条約機構 (NATO) 軍の設立を受け、軍・警察用の多目的車両として開発された。「M」はMilitare（ミリターレ = 軍事）の略であった。エンジンは1900と共通のDOHC1,884 ccだが、最低地上高の確保と傾斜時の潤滑を確実にするためドライサンプ化され、低中速での扱いやすさを重視して最高出力は65馬力に抑えられていた。さらに前輪にはトーションバーによる独立懸架が採用されており、アメリカ軍のジープの強い影響下にありながらも、アルファロメオらしい凝った設計が行われていた。このためか、あるいは『どこでも走る』と大々的に謳われた当時の広告キャンペーンのためか、「マッタ・Matta」(狂った、常軌を逸した）というニックネームで呼ばれた。
イタリア陸軍向けのAR51と民生用のAR52があるが基本的には同一の内容であった。AR51が2,007台、AR52が154台生産されたのみで打ち切られ、1954年以降の軍用車にはより単純な構造のフィアット・カンパニューラが採用された。

## 日本への輸入
新車当時、1900ベルリーナが2台、代理店の国際自動車商事を通じて初めて正規輸入された。このうちの1台が当時の皇太子明仁親王の学友の所有となり、葉山にて明仁親王がこれを運転したという逸話が残っている。この2台のアルファロメオはイタリア人宣教師が1954年に落成した東京都目黒区のカトリック碑文谷教会の建設資金を賄うために国内に持ち込み、国際自動車商事が販売したものといわれる。